# Иващенко, Владимир Петрович
Владимир Петрович Иващенко (укр. Володимир Петрович Іващенко, позывной — Воха; 7 марта 1988, Киев — 3 мая 2024, Спорное) — украинский военнослужащий, младший сержант, участник российско-украинской войны. Герой Украины (2025, посмертно).

## Биография
Родился 7 марта 1988 года в Киеве. Окончил Русановский физико-математический лицей, Национальный технический университет Украины «Киевский политехнический институт» и американский колледж Ridley High School.
В 2016 году, узнав о создании бригады быстрого реагирования Национальной гвардии Украины, где пехоту обучали по стандартам НАТО, добровольно подписал контракт на должность рядового пехотинца. После отбора попал во вторую роту, прошёл интенсивную подготовку под руководством командира батальона Оболенского и главного сержанта Ющенко.
Участвовал в АТО и ООС, отслужил трёхлетний контракт и вернулся к работе программистом. В начале 2022 года, во время медового месяца в Мексике, началось полномасштабное вторжение России в Украину. С первых дней войны присоединился к своему подразделению и участвовал в боях за Рубежное, Северодонецк и Бахмут.
Погиб 3 мая 2024 года в бою в районе села Спорное Бахмутского района Донецкой области.
Похоронен на Лесном кладбище в Киеве.

## Награды
- Звание «Герой Украины» с удостоением ордена «Золотая Звезда» (26 февраля 2025, посмертно) — за личное мужество и героизм, проявленные в защите государственного суверенитета и территориальной целостности Украины, верность военной присяге[3].